# Milky Chance
Milky Chance (Clemens Rehbein, Philipp Dausch, Antonio Greger – desde 2015) é uma banda alemã de pop, rock e folk, cujas influências passam pelo reggae e música eletrônica. O grupo é natural de Kassel, Alemanha e tem contrato com a Lichtdicht Records, cuja sede se encontra na mesma cidade.

## História

### Primeiros passos
Os membros do grupo frequentaram o Jacob-Grimm-Schule, em Kassel, em 2012. Ambos pertenciam a um grupo de jazz, chamado Flown Tones, no qual Rehbein era baixista, enquanto Dausch era guitarrista.

### A partir de 2012
Em 2012, a dupla trabalhou no lançamento de alguns materiais, sendo um deles o conhecido single "Stolen Dance", que ultrapassava os 740 milhões de visualizações no YouTube em dezembro de 2021.
Em 2013, lançaram o álbum Sadnecessary, cuja produção foi realizada pelo próprio grupo. O álbum foi um sucesso, tal como os seus singles "Stolen Dance" e "Down by the River", que tiveram desempenho semelhante em vários países, incluindo Alemanha, Reino Unido, Portugal, Holanda, Áustria e Suíça.

## Integrantes
- Clemens Rehbein (2012–presente) - guitarra, vocalista
- Philipp Dausch (2012–presente) - DAW (estação de trabalho de áudio digital), fonograma (fixação de uma obra em suporte material)
- Antonio Greger (2015 - presente) - harmónica
- Sebastian Schmidt (2016 - presente) - bateria

## Prêmios e indicações
| Ano  | Prémio                          | Obras        | Categoria                         | Resultado |
| ---- | ------------------------------- | ------------ | --------------------------------- | --------- |
| 2013 | 1Live Krone                     | Stolen Dance | Melhor Canção                     | Venceu    |
| 2014 | 1Live Krone                     | Milky Chance | Melhor Banda                      | Indicado  |
| 2014 | MTV Europe Music Awards         | Milky Chance | Melhor Artista Alemão             | Indicado  |
| 2014 | Los Premios 40 Principales      | Milky Chance | Melhor Novo Artista Internacional | Indicado  |
| 2015 | European Border Breakers Awards | Sadnecessary | Melhor Álbum                      | Venceu    |
| 2015 | European Border Breakers Awards | Milky Chance | Public Choice Award               | Indicado  |